# Лауден, Джек
Джек Ла́уден (англ. Jack Lowden; род. 2 июня 1990, Челмсфорд, Эссекс, Англия, Великобритания) — шотландский актёр театра, кино и телевидения. Лауреат премии Лоренса Оливье (2014). Получил широкую известность благодаря роли Николая Ростова в мини-сериале BBC «Война и мир», снятом по роману Льва Николаевича Толстого, а также по главной роли в военной драме Кристофера Нолана «Дюнкерк».

## Ранние годы
Джек Эндрю Лауден родился в Челмсфорде, Эссекс. Мальчик родился в обычной семье, не имевшей никакого отношения к искусству. Отец Джека Гордон был банковским сотрудником, а мать Жаки сменила множество профессий. Детство актёра прошло в деревне Окстон (Скоттиш-Бордерс) в Шотландии. Когда Джеку исполнилось 10 лет, родители отдали мальчика в Молодёжный шотландский театр в Эдинбурге. В возрасте 12 лет Джек прекрасно освоил пантомиму и выступал с ней в различных номерах в Королевском театре в Глазго.
Джек учился в Earlston High School, там он выступал в ежегодных школьных постановках и различных концертах, также там он сыграл роль известного музыканта Бадди Холли в мюзикле «Buddy – The Buddy Holly Story». Заняться профессиональной актёрской деятельностью он решил в возрасте 17 лет, когда он увидел спектакль «Чёрный дозор», впервые поставленный по одноимённой пьесе в 2007 году. Также Джек учился в летней школе при Королевской академии драматического искусства в Лондоне. Помимо театра Джек интересовался академическим пением, с которым регулярно выступал в городе Галашилс в любительском оперном обществе, где в 2008 году ему досталась главная роль в мюзикле «Приятель».
В 2011 году Лауден получил степень бакалавра по вокальному и актёрскому мастерству в престижной Королевской шотландской академии музыки и драмы в Глазго.

## Личная жизнь

### Семья
У Джека есть младший брат Калум, по профессии — артист балета. Он обучался в Английской национальной балетной школе и Королевской балетной школе в Лондоне. В 2016 году стал первым солистом Шведского Королевского балета.

### Отношения
Джек встречался с девушкой Викки, с которой познакомился ещё в старших классах школы.
С 2024 года женат на Сирше Ронан, с которой познакомился на съёмках фильма «Две королевы».

## Фильмография
| Год       |     | Русское название               | Оригинальное название                     | Роль                      |
| --------- | --- | ------------------------------ | ----------------------------------------- | ------------------------- |
| 2010      | с   | Быть Виктором                  | Being Victor                              | Ник Фэйрклоу              |
| 2012      | с   | Миссис Биггс                   | Mrs Biggs                                 | Алан Райт                 |
| 2013      | ф   | Ты хочешь, чтобы я его убил?   | uwantme2killhim?                          | Генри                     |
| 2013      | с   | Туннель                        | The Tunnel                                | Адам Робак                |
| 2014      | ф   | 71                             | '71                                       | Томпсон                   |
| 2014      | с   | Колокола времени               | The Passing Bells                         | Михаэль Лэнг              |
| 2015      | с   | Волчий зал                     | Wolf Hall                                 | Томас Уайетт              |
| 2016      | с   | Война и мир                    | War and Peace                             | Николай Ростов            |
| 2016      | ф   | Отрицание                      | Denial                                    | Джеймс Либсон             |
| 2017      | ф   | Дюнкерк                        | Dunkirk                                   | Коллинз                   |
| 2017      | ф   | Англия принадлежит мне         | England Is Mine                           | Моррисси                  |
| 2018      | ф   | Две королевы                   | Mary Queen of Scots                       | Генри Стюарт, лорд Дарнли |
| 2018      | мтф | Длинная песня                  | The Long Song                             | Роберт Гудвин             |
| 2018      | ф   | Калибр                         | Calibre                                   | Вон Картер                |
| 2019      | ф   | Борьба с моей семьёй           | Fighting with My Family                   | Зак «Зодиак» Найт         |
| 2020      | ф   | Капоне. Лицо со шрамом         | Capone                                    | агент ФБР Кроуфорд        |
| 2021      | ф   | Благословление                 | Benediction                               | Зигфрид Сассун            |
| 2022      | с   | Медленные лошади               | Slow Horses                               | Ривер Картрайт            |
| 2023—2025 | с   | Золото                         | The Gold                                  | Кеннет Ной                |
| 2024      | с   | Властелин колец: Кольца власти | The Lord of the Rings: The Rings of Power | Саурон                    |
| 2025      | ф   | Торнадо                        | Tornado                                   | Маленький сахар           |
| 2025      | мф  | Rogue Trooper                  | Rogue Trooper                             | Гуннар                    |
| 2025      | ф   | Элла Маккей                    | Ella McCay                                | Райан                     |
|           | с   | Гордость и предубеждение       | Pride and Prejudice                       | Фицуильям Дарси           |

## Работы в театре
| Год       | Название пьесы     | Роль            | Театр                                                     | Режиссёр     |
| --------- | ------------------ | --------------- | --------------------------------------------------------- | ------------ |
| 2010-2011 | Чёрная стража      | Кэмми           | Национальный театр Шотландии, тур по Великобритании и США | Джон Тиффани |
| 2012      | Огненные колесницы | Эрик Лидделл    | Хэмстед, Гилгуд                                           | Эдвард Холл  |
| 2013-2014 | Привидения         | Освальд Алвинг  | Алмейда, Trafalgar Studios                                | Ричард Эйр   |
| 2014      | Электра            | Орест           | Олд Вик                                                   | Йэн Риксон   |
| 2018      | Мера за меру       | Анжело/Изабелла | Donmar Warehouse                                          | Джози Рурк   |

## Награды и номинации
| Год  | Название     | Награда               | Категория                  | Результат |
| ---- | ------------ | --------------------- | -------------------------- | --------- |
| 2014 | «Привидения» | Премия Лоренса Оливье | Лучший актёр второго плана | Победа    |
| 2014 | «Привидения» | Премия Иэна Чарлсона  | Первый приз                | Победа    |